# Towerns korpar

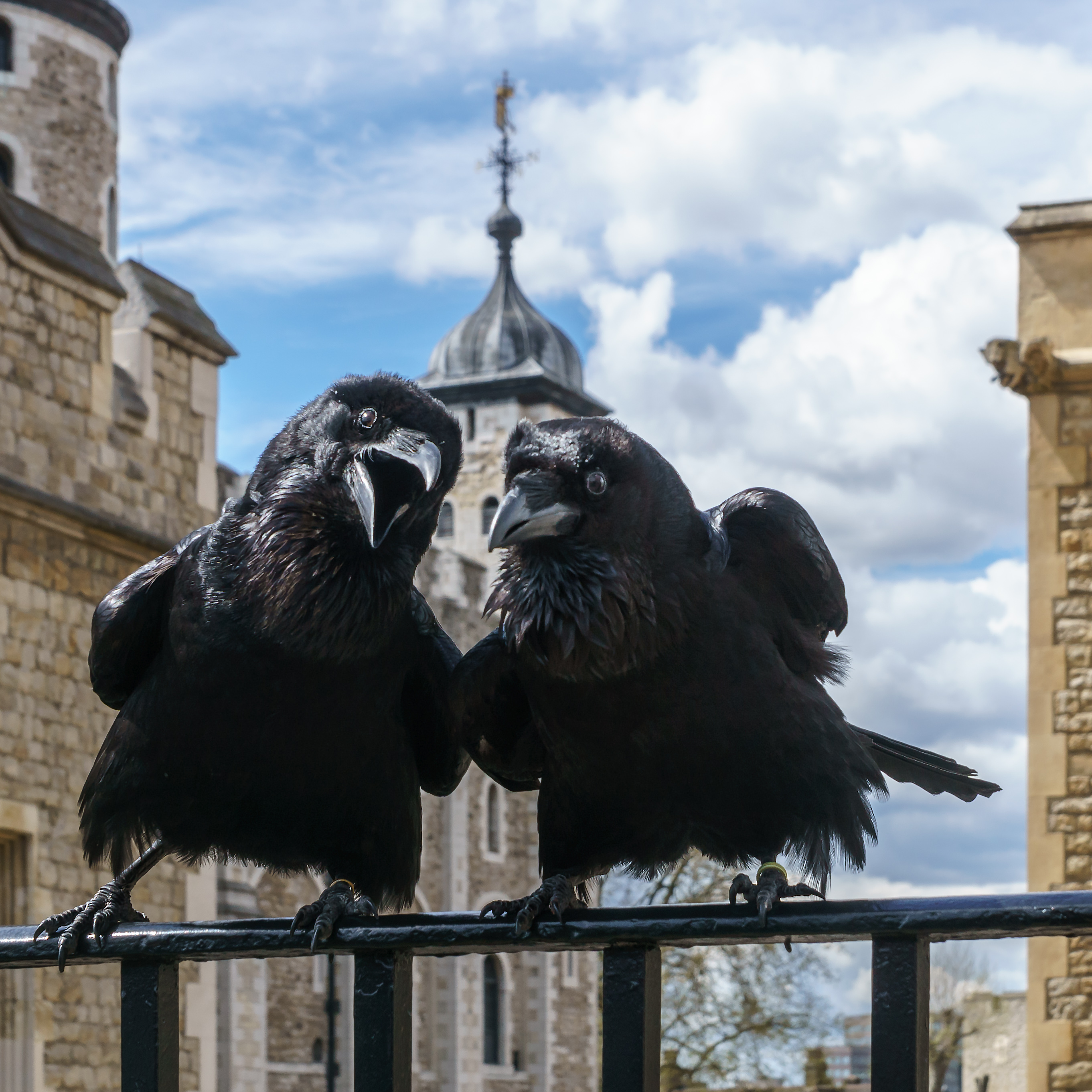
Korparna Jubilee och Munin år 2016

Towerns korpar (engelska: Ravens of the Tower of London) är ett kollektivt namn för åtminstone sex korpar som finns vid Towern i London. Towerns korpar är en del av folktron i Storbritannien.
Sedan maj 2025 finns det åtta korpar som heter Henry, Poe, Jubilee, Harris, Poppy, Georgie, Edgar och Chaos.
De vilda korparna brukar leva bara 13 år men i fångenskap kan de leva 20 år eller längre. Den äldsta av Towerns korpar, som hette Jim Crow, dog 44 år gammal.

## Historia och folktro
Enligt folktron kommer Towern och sedan hela Storbritannien att kollapsa om korparna dör eller flyger iväg. Antal korparna är åtminstone sex men det kan finnas flera.
Brittiska öarna är en del av korparnas naturliga utbredningsområde. Det är osäkert när exakt traditionen att sköta korparna började, men kungen Karl II brukar nämnas som den som började traditionen. Det sägs också att hovets astronom John Flamsteed var emot korparna, eftersom de störde hans arbete. De första skriftliga referenserna om korpar är dock från 1895.
Under andra världskriget då Tyskland bombade London, fanns det endast en korp, som hette Grip, som stannade vid Towern. Enligt rykten kidnappades korpen Mabel, men det finns inget bevis på detta.
År 1987 började Towern ett fortplantningsprogram mellan två korpar som hittills har haft 17 ungar tillsammans. Under fågelinfluensan år 2006 hölls korparna inne i sina burar för att hindra smitta.

## Idag
Korparna äter cirka 170 g kött och foder som har impregnerats med blod varje dag. Dessutom får korparna ägg och en hel kanin vid speciella tillfällen. Korparna sköts av en särskild korpmästare (engelska: Ravenmaster) som hör till Yeomen Warders. Korpmästarens jobb är bl.a. att utfodra korparna och underhålla deras bur samt att arrangera veterinärens besök. Sedan mars 2024 har Michael Chandler fungerat som korpmästare. Han är den sjätte korpmästaren i ämbetet.
Towerns korparna drar också in turister. Korparna är också vana vid turisterna vilket ledde till att de blev apatiska under coronapandemin, eftersom turisterna blev färre än vanligt. Korparna behövde bl.a. leksaker och andra aktiviteter som ordnades av dåvarande korpmästaren Chris Skaife.
För att försäkra att korparna inte flyger bort, kan korpmästaren klippa deras vingar, så att de inte ska kunna flyga iväg.

## Galleri

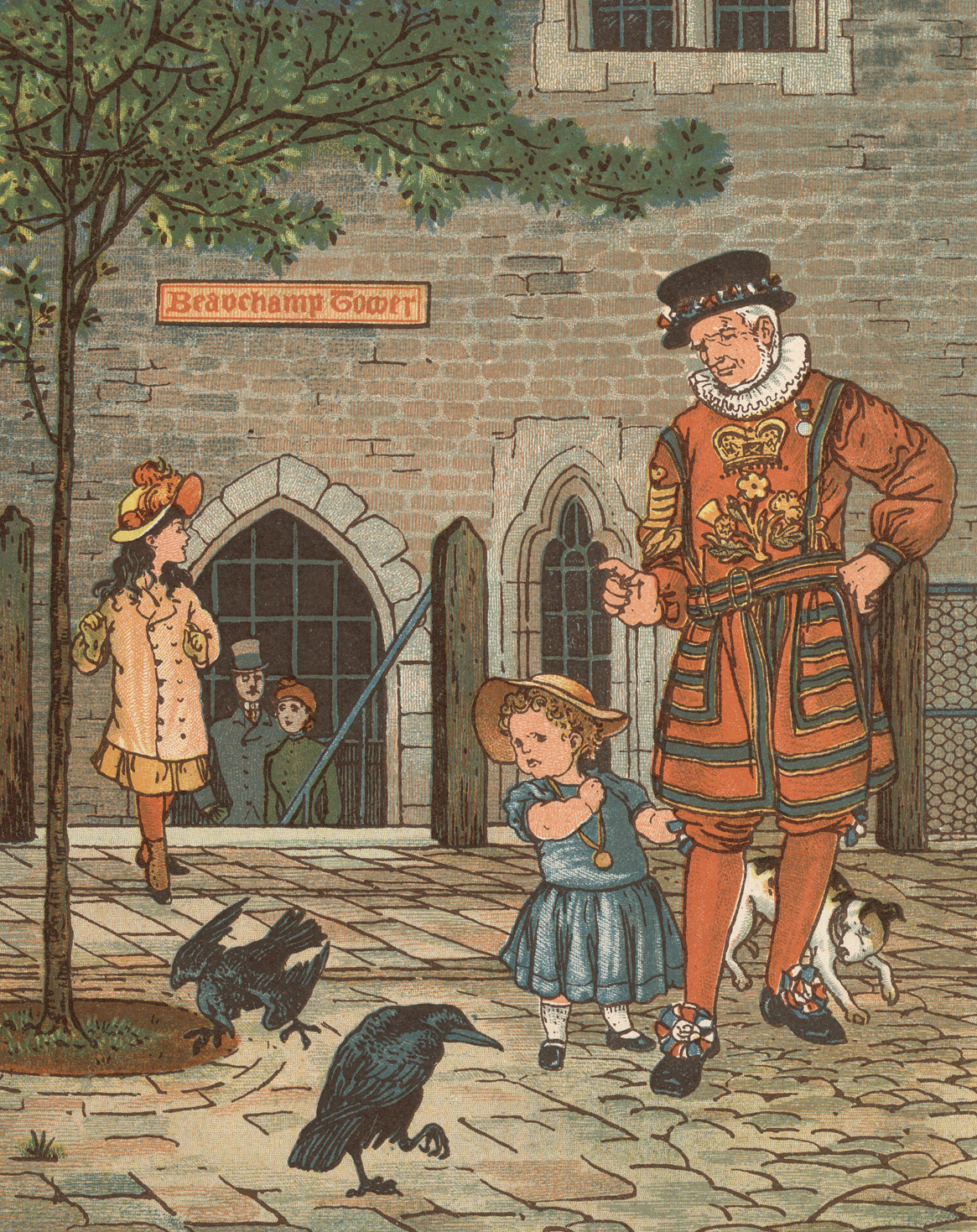
Korparna avbildade på London Town år 1883
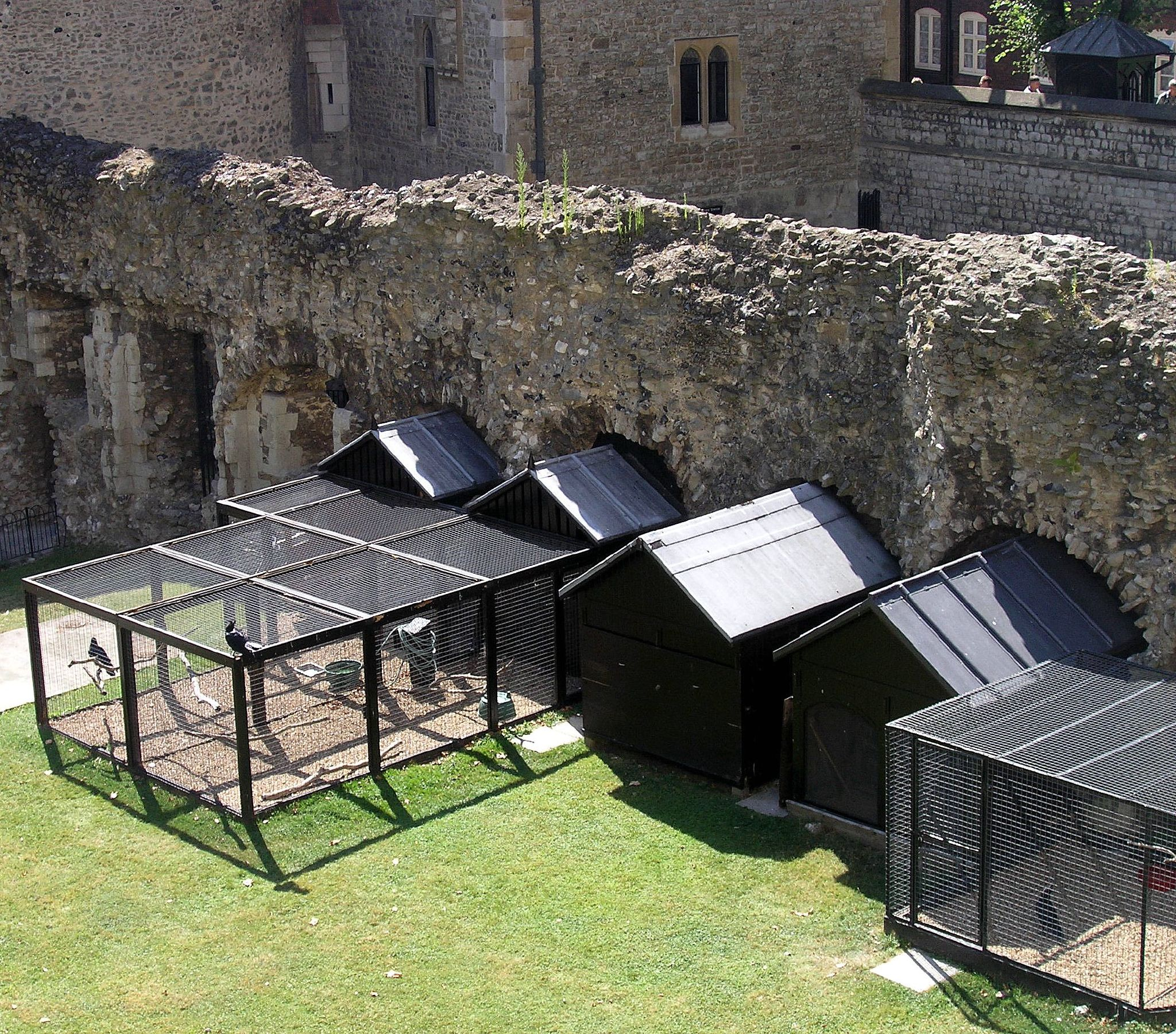
Korparnas bur år 2004